# İsmayıl Bayramov
İsmayıl Xəlil oğlu Bayramov (ros. Исмаил Халилович Байрамов, Ismaił Chaliłowicz Bajramow; ur. 1900 we wsi Dodinowka w Kraju Stawropolskim, zm. 10 lutego 1945 w Środzie Śląskiej) – radziecki wojskowy, starszyna, Bohater Związku Radzieckiego (1945).

## Życiorys
Urodził się w azerskiej rodzinie chłopskiej. Ukończył niepełną szkołę średnią, był pastuchem, brygadzistą i od 1939 przewodniczącym kołchozu w rodzinnej wsi, od 1944 należał do WKP(b). Od 1944 służył w Armii Czerwonej i walczył na froncie, był partyjnym organizatorem w kompanii 243 pułku strzelców w składzie 181 Dywizji Strzeleckiej 6 Armii 1 Frontu Ukraińskiego. 10 lutego 1945 podczas walk o Neumarkt (obecnie Środa Śląska) w krytycznym momencie poprowadził kompanię do walki, ogniem z automatu i bagnetem zabijając wielu niemieckich żołnierzy i niszcząc wraz z dwoma innymi żołnierzami karabin maszynowy wroga; żołnierze pod jego dowództwem odparli pięć niemieckich kontrataków. W starciu tym został dwukrotnie ranny i zginął. Uchwałą Prezydium Rady Najwyższej ZSRR z 10 kwietnia 1945 został pośmiertnie uhonorowany tytułem Bohatera Związku Radzieckiego i Orderem Lenina. Był również odznaczony medalem. W jego rodzinnej wsi jego imieniem nazwano ulicę.